# Setophaga fusca
La parula di Blackburn (setophaga fusca Müller, 1776) è un uccello passeriforme appartenente alla famiglia dei Parulidae.